# Romain Slocombe
Romain Slocombe (Paris, 25 de março de 1953), é um escritor, realizador, tradutor, ilustrador, autor de tirinhas e fotógrafo francês. É popularmente conhecido no Japão e na França pelo apelido "Medial Artist", por suas obras retratando moças jovens machucadas e hospitalizadas.

## Biografia
Romain Slocombe começou sua carreira como ilustrador de histórias em quadrinhos e revistas alternativas, como a Métal hurlant, no final dos anos 70 e começo dos anos 80. Como artista visual, esteve intimamente envolvido com o colectivo punk Bazooka, tendo estudado ao lado de muitos dos seus membros na École des Beaux-Arts de Paris.
Em 1983 escreveu uma história em quadrinhos, produzida pela editora Les Humanoïdes Associés, mesma de Métal Hurlant. Ele escreveu muitos livros para crianças e jovens, retornando aos romances para adultos após suas inúmeras viagens ao Japão na década de 1990. Un été japonais foi publicado em 2000 como parte da série noire da Gallimard, inaugurando um período prolífico de escrita que viu outros 15 romances publicados. Concilia o romance noir, a vanguarda artística e o mundo underground da contracultura americana ou japonesa há mais de trinta e cinco anos. Armado com seu humor britânico, ele aborda assuntos sérios por meio de intrigas meticulosamente documentadas.